# Edmond Bailly
Edmond Bailly (fl. XX secolo) è stato un calciatore svizzero, di ruolo attaccante.

## Carriera

### Nazionale
Ha collezionato 7 presenze con la propria Nazionale.